# Dalyan (viskering)

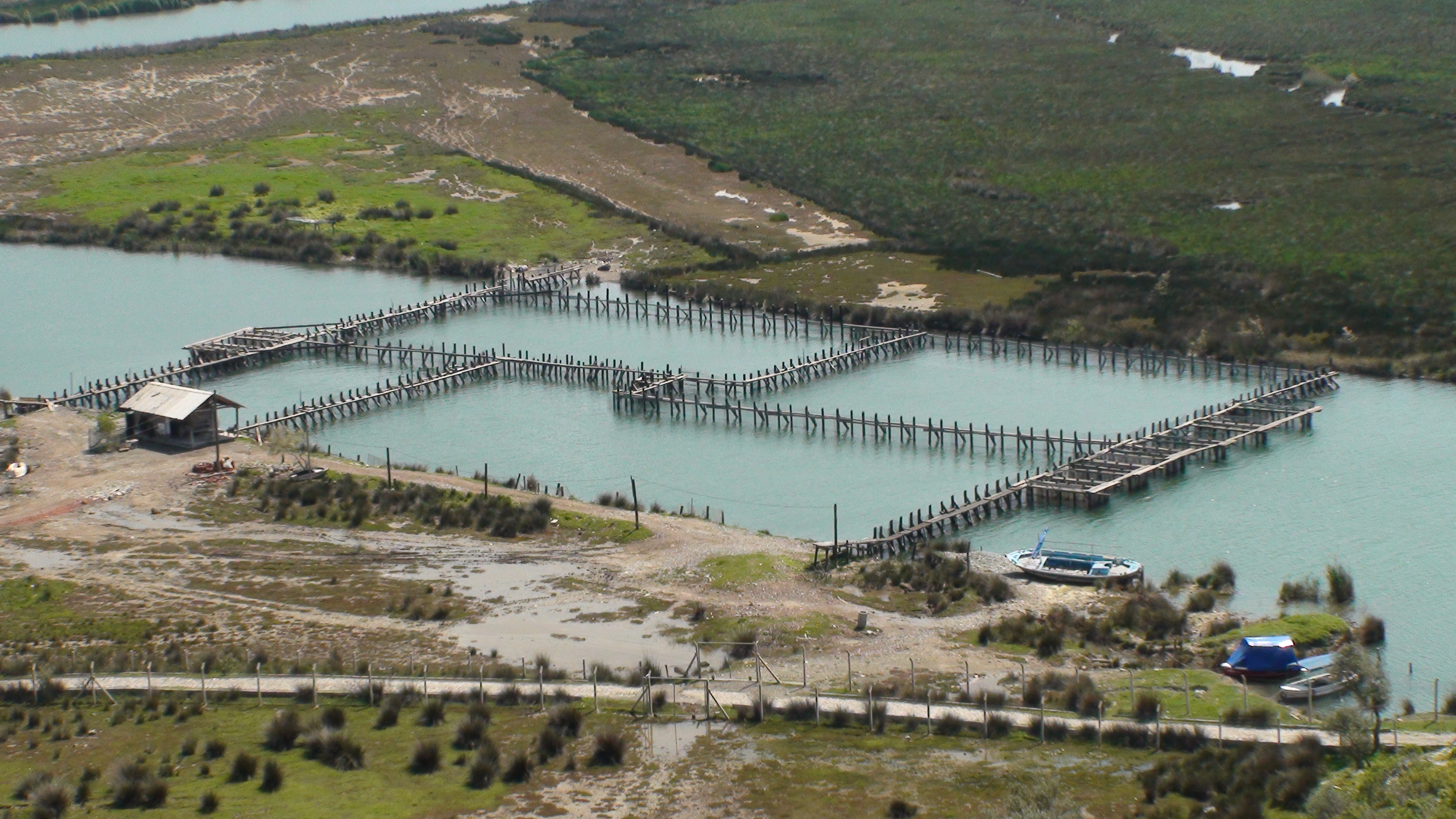
De dalyan bij Kaunos

Het Turkse woord dalyan wordt gebruikt om een viskering aan te duiden, waarmee vis die rivieropwaarts is gezwommen om te paaien belemmerd wordt om terug te keren naar open zee. Een dalyan ligt daarom altijd op een trekroute van de vis. Ze bestaat uit staken die in de rivierbodem gestoken zijn, waartussen netten of gaas gespannen zijn. Vaak bevindt zich bij de viskering ook een afgepaalde viskwekerij.

## Dalyan als toponiem
In Turkije zijn er meerdere nederzettingen met het toponiem 'Dalyan', zoals Dalyan (Ortaca), een gemeente in het Turkse district Ortaca en Dalyan (Ezine), een dorp in het Turkse district Ezine.

## Dalyan (Ortaca)
Het dorp Dalyan in Natuurbeschermingsgebied Köyceğiz-Dalyan bij Ortaca ligt aan de Dalyan-rivier in een watergebied, waarin zich een aantal dalyans bevinden. Eén ervan ligt vlak bij de oude stad Kaunos, waar al in de oudheid op deze manier vis gekweekt werd voor eigen consumptie en voor de handel. Meer rivierafwaarts van de archeologische opgraving ligt een viskering waarvan het net met een lier bediend kan worden om boten door te kunnen laten.

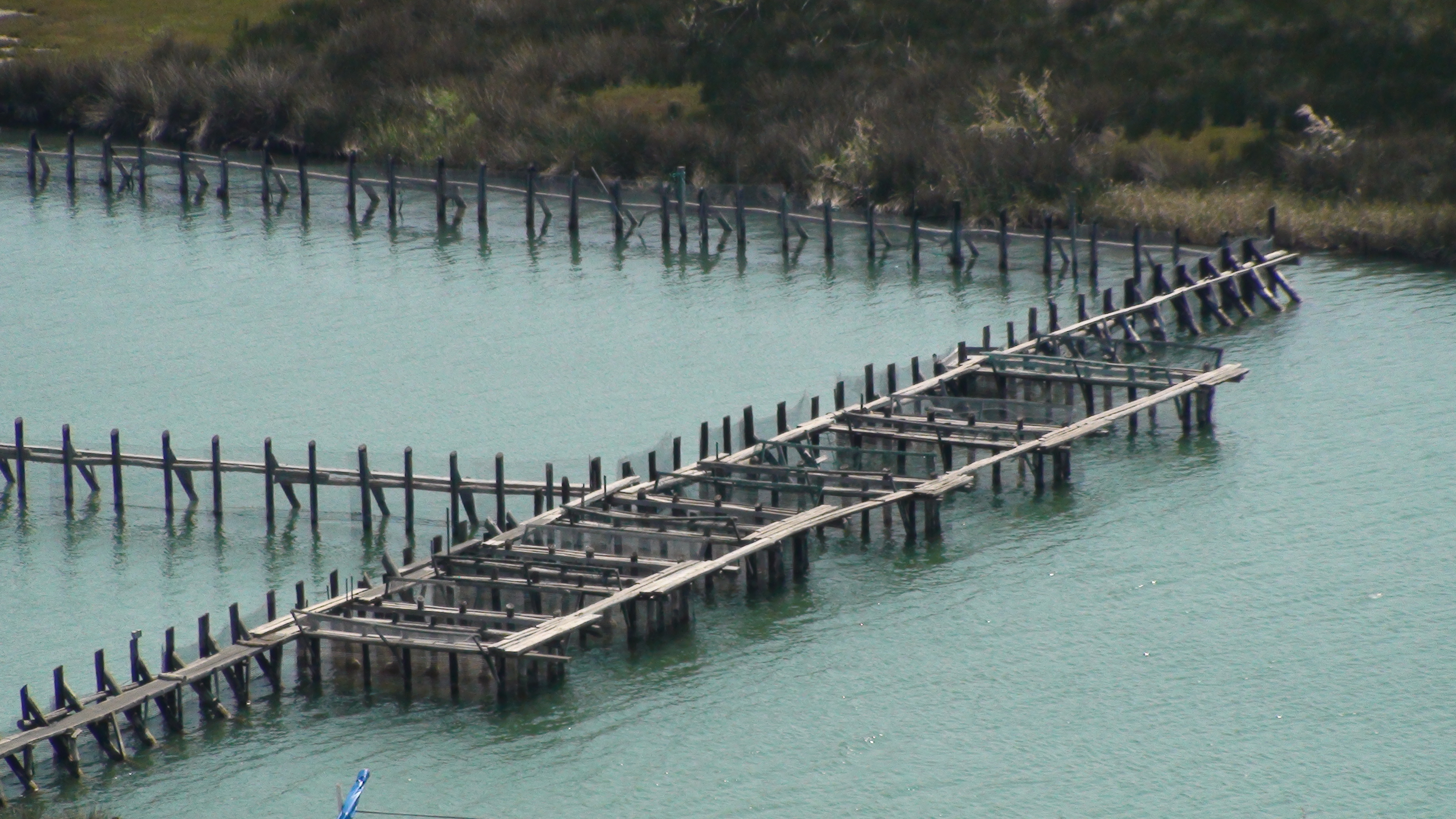
Detail van de dalyan bij Kaunos